# フィナーレ・リーグレ
フィナーレ・リーグレ(伊: Finale Ligure)は、イタリア共和国リグーリア州サヴォーナ県にある、人口約12,000人の基礎自治体（コムーネ）。

## 地理

### 位置・広がり

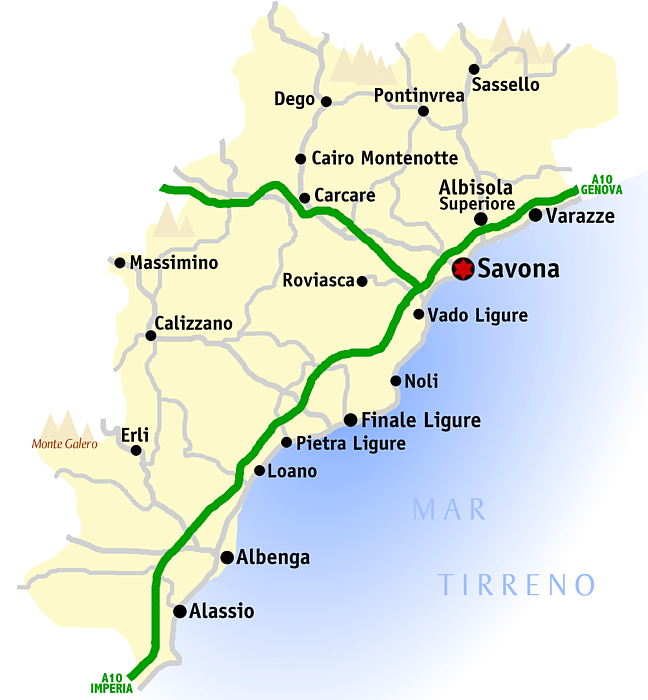
サヴォーナ県概略図

サヴォーナ県中部のコムーネである。

#### 隣接コムーネ
隣接するコムーネは以下の通り。
- ボルジョ・ヴェレッツィ
- カーリチェ・リーグレ
- ノーリ
- オルコ・フェリーノ
- トーヴォ・サン・ジャコモ
- ヴェッツィ・ポルティオ

### 地震分類
イタリアの地震リスク階級 (it) では、3 に分類される
。

## 行政

### 分離集落
フィナーレ・リーグレには、以下の分離集落（フラツィオーネ）がある。
- Calvisio, Gorra, Le Manie, Monticello, Olle, Perti, San Bernardino, Verzi

## 文化・観光
分離集落の Finalborgo は、「イタリアの最も美しい村」クラブに加盟する村である。

## 姉妹都市
- ヴィットリオ・ヴェネト、イタリア 1998年
- モンテキアーロ・ダスティ、イタリア 2000年
- Ocean City、アメリカ合衆国 2000年
- ラカルムート、イタリア 2004年
- Benalmádena、スペイン 2005年
- コゼアーノ、イタリア 2009年